# Valcourt (stad i Québec)
Valcourt är en stad (kommun av typen ville) och tätort (centre de population) i den kanadensiska provinsen Québec. Den ligger i regionen Estrie, i den sydöstra delen av landet, 260 km öster om huvudstaden Ottawa. Antalet invånare vid folkräkningen 2021 var 2 139 i kommunen och 1 805 i tätorten.
Staden omges helt av en annan kommun med samma namn, som är en kanton (municipalité de canton).